# Salvinia olfersiana
Salvinia olfersiana là một loài dương xỉ trong họ Salviniaceae. Loài này được Kl. mô tả khoa học đầu tiên..
Danh pháp khoa học của loài này chưa được làm sáng tỏ. 